# Археоботаничка башта Музеја Војводине
Археоботаничка башта Музеја Војводине представља збирку биљних врста које су некадашњи житељи, углавном праисторијских насеља на подручју данашње АП Војводине, користили у свакодневном животу.

## Историјат
Музеј Војводине је једина установа културе на простору Републике Србије (а и шире) која има Археоботаничку збирку. Ова збирка даје податке који су изузетно важни за реконструкцију живота људи из прошлости, начина њихове исхране и опстанка, заснивајући се на основним принципима археоботанике.
Прича о Археоботаничкој башти почела је са изложбом Господари глине и жита 2011. године, када је у Лапидаријуму Музеја Војводине посејана најстарија позната врста култивисане пшенице код нас (једнозрна пшеница). Ту је на површини од 459 m² изложено девет римских камених споменика.
Успех једнозрне пшенице дао је подстрек да се настави са узгојем, па је 2012. посејан дивљи грашак. Прве две културе добијене су љубазношћу Института за ратарство и повртарство у Новом Саду. Касније су културе набављане од Министарства пољопривреде савезне америчке државе Неваде, Института за праисторију и рану историју Кристијан Албрехт Универзитета у Килу (Немачка), Института за воћарство и виноградарство из Сремских Карловаца. Међутим, највећи број биљних врста прикупили су археоботаничари Музеја Војводине приликом теренских истраживања.

### Легенде у Археоботаничкој башти
Легенде су саставни део не само музеолошке праксе, већ представљају уобичајен метод обележавања биљних врста у ботаничким баштама. Савремена технологија у виду QR кодова омогућила је стварање „сајбер баште”. Осим латинских назива, на легендама се налазе народна имена биљака, као и QR кодови. Након што посетиоци упере телефон у QR код, биће прослеђени на интернет презентацију Археоботаничке баште, где ће бити приказан кратак текст о биљној врсти коју су одабрали. Пре употребе посетиоци морају да имају инсталирану бесплатну апликацију за мобилне телефоне.

### Страшило - скулптура бога Пријапа
С обзиром да се башта налази у Лапидаријуму Музеја, окружена римским споменицима, као модел за скулптуру страшила послужио је кип бога плодности Пријапа пронађен у Хртковцима. Кипови Пријапа често су се могли срести у римским вртовима, и имали су двојаку улогу: подстицање плодности земљишта и плашење птица. Страшило су у техници папир-маше израдили ученици 3. разреда Школе за дизајн „Богдан Шупут” у Новом Саду. Скулптура Пријапа чува башту од априла 2013. године.

### Сајбер башта Музеја Војводине
Оно што издваја Археоботаничку башту од осталих башти сличног типа у Европи јесте доступност њеног садржаја на интернету 24 сата дневно, 365 дана у години. Циљ виртуалне баште је да забележи и документује раст и развој биљака „од сетве до жетве”. То даје могућност корисницима интернета да вегетациони циклус једне биљке, који траје и по неколико месеци, сажму у кратак временски интервал, од једног до два минута. Биљке се фотографишу у различитим развојним стадијумима, а потом се фотографије уређују у флеш презентацију. Сваку презентацију биљне врсте прати речник прилагођен широј публици, а опис садржи најбитније карактеристике одређеног таксона; латинско име, народно име, опис биљке, наводе о употреби биљке од прошлости до данас, као и податке на којим археолошким локалитетима и у којим периодима су пронађени угљенисани/минерализовани остаци биљака.

### Праисторијска кухиња
Још једна занимљивост везана за пројекат Археоботаничке баште јесте праисторијска кухиња, односно реконструкција оброка направљених од прастарих биљних намирница. На основу рецепата који су реконструисани арехоботаничким истраживањима плодови из баште су искоришћени за припремање праисторијских оброка. Цео процес припреме је снимљен, постављен на YouTube канал и повезан линком са сајтом Музеја.

### Пројекат „Археоботаничка башта будућности”
Сарадњом са новосадским Факултетом техничких наука – Департманом за архитектуру и урбанизам 2013. године прикупљени су предлози пејзажно-архитектонског уређења новог простора Археоботаничке баште Музеја Војводине. По свим идејним решењима, значај баште увећава девет камених споменика из римског периода, који имају посебну вредност. Стручни жири извршио је преглед и одабрао најбоље. Потом је у децембру 2013. одржана изложба радова, а награђени рад ће бити реализован у догледно време.
- Неке од биљака у Археоботаничкој башти Музеја Војводине
- Класје једнозрне пшенице
- Дивљи грашак у цвату
- Цвет састрице
- Мак
- Италијански мухар
- Коријандер
- Дивља длакава пшеница
- Лан
- Махуна боба
- Цвет боба
- Сочиво